# Georg Årlin
Georg Adolf Wilhelm Årlin, född 30 december 1916 i Rödeby, Blekinge län, död 27 juni 1992 i Lövestad, Sjöbo kommun, var en svensk skådespelare och regissör.
Årlin är för eftervärlden mest känd för sin roll som prosten i Emil i Lönneberga och som Tengil i Bröderna Lejonhjärta.

## Biografi
Årlins debutroll var som en gammal munk från Skara i säckväv hos Blåbandsföreningen i föreningshuset i Inglatorp vid Rödeby.
Årlin studerade vid Dramatens elevskola 1935–1937  och efter studierna engagerades han vid Dramaten fram till 1941. 1944–1956 och 1959–1963 var han engagerad vid Malmö stadsteater. Han återvände till Dramaten och var verksam där till 1983. Han filmdebuterade 1940 i Nils Jerrings Vi Masthuggspojkar och kom att medverka i drygt 70 film- och TV-produktioner.
Årlin är begravd på Rödeby kyrkogård.

## Filmografi i urval
- 1940 – Vi Masthuggspojkar
- 1941 – Lasse-Maja
- 1941 – Spökreportern
- 1941 – Snapphanar
- 1943 – Natt i hamn
- 1944 – Vi behöver varann
- 1945 – Resan bort
- 1947 – Jag älskar dig, Karlsson!
- 1953 – Göingehövdingen
- 1955 – Kärlek på turné
- 1955 – Blå himmel
- 1958 – Laila
- 1958 – Åsa-Nisse i kronans kläder
- 1960 – Domaren
- 1964 – Bröllopsbesvär
- 1964 – Henrik IV
- 1965 – Ett dockhem
- 1965 – Ett drömspel
- 1965 – Don Juan
- 1966 – Nattlek
- 1968 – Markurells i Wadköping (TV-serie)
- 1968 – Bombi Bitt och jag (TV-serie)
- 1970 – Röda rummet (TV-serie)
- 1971 – I väntan på Godot
- 1971 – Lockfågeln
- 1971 – Emil i Lönneberga
- 1972 – Viskningar och rop
- 1972 – Nya hyss av Emil i Lönneberga
- 1973 – Pappas pojkar (TV-serie)
- 1973 – Gamen
- 1973 – Emil och griseknoen
- 1973 – Inferno
- 1973 – Levande bilder
- 1974 – Engeln (TV-serie)
- 1974 – Galenpannan
- 1975 – Skärseld
- 1975 – Släpp fångarne loss – det är vår!
- 1976 – Predikare-Lena
- 1976 – A.P. Rosell, bankdirektör (TV-serie)
- 1977 – Bröderna Lejonhjärta
- 1979 – Selambs (TV-serie)
- 1982 – Den enfaldige mördaren
- 1982 – Fanny och Alexander
- 1983 – Från Mörkhult till Snällebo
- 1983 – Farmor och vår Herre (TV-serie)
- 1984 – Nya himlar och en ny jord (TV-serie)
- 1985 – August Palms äventyr (TV-serie)
- 1986 – Hurvamorden
- 1986 – Yngsjömordet
- 1986 – Gösta Berlings saga (TV-serie)
- 1986 – Kulla-Gulla (TV-serie)
- 1987 – Allt ljus på mig! (TV-serie)
- 1989 – Flickan vid stenbänken
- 1991 – Tre kärlekar (TV-serie)

## Regi
- 1955 – Blå himmel

## Teater

### Roller (ej komplett)
| År   | Roll                  | Produktion                                                                       | Regi                         | Teater                           |
| ---- | --------------------- | -------------------------------------------------------------------------------- | ---------------------------- | -------------------------------- |
| 1937 | Gustav U-båtsmatrosen | Vår ära och vår makt (Vår ære og vår makt) Nordahl Grieg                         | Alf Sjöberg                  | Dramaten                         |
| 1937 | Aligre                | Khaki Paul Raynal                                                                | Alf Sjöberg                  | Dramaten                         |
| 1937 | En vanlig lakej       | Kungens paket Staffan Tjerneld och Alf Henrikson                                 | Rune Carlsten                | Dramaten                         |
| 1939 | René Ségur            | Nederlaget Nordahl Grieg                                                         | Svend Gade                   | Dramaten                         |
| 1939 | Prosten               | Kejsaren av Portugallien Selma Lagerlöf                                          | Rune Carlsten                | Dramaten                         |
| 1940 | Konrad                | Mycket väsen för ingenting (Much Ado About Nothing) William Shakespeare          | Alf Sjöberg                  | Dramaten                         |
| 1940 | Jim                   | Koppla av (You Can't Take It with You ) George S. Kaufman och Moss Hart          | Carlo Keil-Möller            | Dramaten                         |
| 1940 | Polismästaren         | Den lilla hovkonserten (Das kleine Hofkonzert) Toni Impekoven och Paul Verhoeven | Rune Carlsten                | Dramaten                         |
| 1942 |                       | Kvinnan väntar Artur Lundkvist                                                   | Anna Norrie Sandro Malmquist | Folkan                           |
| 1943 | Ove Haase             | Niels Ebbesen Kaj Munk                                                           | Ingmar Bergman               | Dramatikerstudion                |
| 1944 |                       | En midsommarnattsdröm (A Midsummer Night's Dream) William Shakespeare            | Sandro Malmquist             | Malmö stadsteater                |
| 1945 | Greve de Guiche       | Cyrano de Bergerac Edmond Rostand                                                | Sandro Malmquist             | Malmö Stadsteater                |
| 1945 |                       | Det var en gång (Der var engang) Holger Drachmann                                | Arne Lydén                   | Malmö stadsteater                |
| 1945 |                       | Hamlet William Shakespeare                                                       | Sandro Malmquist             | Malmö Stadsteater                |
| 1946 |                       | Sankta Johanna (Saint Joan) George Bernard Shaw                                  | Sandro Malmquist             | Malmö Stadsteater                |
| 1948 |                       | Kalifens son Axel Strindberg                                                     | Gösta Folke                  | Malmö Stadsteater                |
| 1948 |                       | Vår lilla stad (Our town) Thornton Wilder                                        | Gösta Folke                  | Malmö Stadsteater                |
| 1948 |                       | Streber Stig Dagerman                                                            | Bengt Ekerot                 | Malmö Stadsteater                |
| 1948 |                       | Lycko-Pers resa August Strindberg                                                | Gösta Folke                  | Malmö Stadsteater                |
| 1951 |                       | Colombe Jean Anouilh                                                             | Henrik Dyfverman             | Malmö stadsteater                |
| 1952 |                       | Greve Öderland (Graf Öderland) Max Frisch                                        | Lars-Levi Læstadius          | Malmö Stadsteater                |
| 1953 | Läraren               | Slottet (Das Schloss) Max Brod efter en roman av Franz Kafka                     | Ingmar Bergman               | Malmö stadsteater                |
| 1954 | Översten              | Spöksonaten August Strindberg                                                    | Ingmar Bergman               | Malmö stadsteater                |
| 1954 | Gregers Werle         | Vildanden Henrik Ibsen                                                           | Lars-Levi Laestadius         | Malmö stadsteater                |
| 1955 | Don Juan              | Don Juan (Dom Juan ou Le Festin de pierre) Molière                               | Ingmar Bergman               | Malmö stadsteater                |
| 1956 |                       | Ornifle (Ornifle ou Le Courant d'air) Jean Anouilh                               | Yngve Nordwall               | Malmö stadsteater                |
| 1957 | Harpagon              | Den girige (L'Avare) Moliére                                                     | Tore Karte                   | Fredriksdalsteatern              |
| 1957 | Robert Giraux         | Äkta paret ut (Monsieur Masure) Claude Magnier                                   | Herman Ahlsell               | Göteborgs stadsteater            |
| 1962 |                       | Farmor och vår Herre Hjalmar Bergman                                             | Yngve Nordwall               | Malmö stadsteater                |
| 1963 |                       | Muren (The Wall) Millard Lampell                                                 | Lennart Olsson               | Malmö stadsteater                |
| 1963 | Diktaren              | Ett drömspel August Strindberg                                                   | Olof Molander                | Norrköping-Linköping stadsteater |
| 1963 | Medverkande           | Brecht on Brecht George Tabori                                                   | Jackie Söderman              | Lilla Teatern                    |
| 1964 | Sam 60                | Mitt bedårande jag (Photo Finish) Peter Ustinov                                  | Gerda Wrede                  | Vasateatern                      |
| 1964 | Greve de Guiche       | Cyrano de Bergerac Edmond Rostand                                                | Per Oscarsson                | Skansens friluftsteater          |
| 1964 | Eilert Lövborg        | Hedda Gabler Henrik Ibsen                                                        | Ingmar Bergman               | Dramaten                         |
| 1965 | Don Juan              | Don Juan (Dom Juan ou Le Festin de pierre) Molière                               | Ingmar Bergman               | Dramaten                         |
| 1965 | Kardinalen            | För Alice (Tiny Alice) Edward Albee                                              | Ingmar Bergman               | Dramaten                         |
| 1966 | Medverkande           | I afton improviserar vi (Questa sera se recita a soggetto) Luigi Pirandello      | Mimi Pollak                  | Dramaten                         |
| 1967 | Kurt                  | Dödsdansen August Strindberg                                                     | Ulf Palme                    | Dramaten                         |
| 1968 | Gregory Solomon       | Priset (The price) Arthur Miller                                                 | Per Gerhard                  | Vasateatern                      |
| 1969 | Vielgeschrey          | Den rastlöse herrn (Den stundesløse) Ludvig Holberg                              | Frank Sundström              | Stockholms stadsteater           |
| 1980 | Ingenjör Czech        | Attest Pavel Kohout                                                              | Hans Klinga                  | Dramaten                         |
| 1981 | Johan Ludvig Heiberg  | Från regnormarnas liv Per Olov Enquist                                           | Ernst Günther                | Dramaten                         |
| 1988 | General Pechlin       | Gustav III August Strindberg                                                     | Fred Hjelm                   | Stockholms stadsteater           |

### Regi
| År   | Produktion                | Upphovsmän                                       | Teater                                            |
| ---- | ------------------------- | ------------------------------------------------ | ------------------------------------------------- |
| 1948 | Radiobragden Radio Rescue | Charlotte B. Chorpenning Översättning Arne Lydén | Malmö Stadsteater Regi tillsammans med Arne Lydén |
| 1949 | I pingstens brus          | Sigvard Mårtensson                               | Malmö stadsteater                                 |